# Capital Koala
Capital Koala est un service en ligne (site internet et application mobile) proposant un service d'épargne familiale destiné aux enfants. Lorsque les utilisateurs effectuent leurs achats chez les marchands partenaires, ils sont remboursés d'une partie montant de leurs achats. L'argent ainsi accumulé est ensuite reversé sur le livret d'épargne de leurs enfants. Le service est gratuit, ce sont les commerçants partenaires qui rémunèrent l'entreprise Capital Koala.

## Histoire
Capital Koala est une startup française fondée en octobre 2010 par Jean-Yves Bernard et Alexandre Martin-Rosset et lancée officiellement en septembre 2011. Le service s'inspire du site américain U promises qui permet aux parents d'épargner pour financer les études supérieures de leurs enfants grâce au cashback.
La Caisse d'Epargne, le LCL, ING, ou Monabanq ont été partenaires du service. Toutes les banques françaises sont désormais compatibles.
Depuis 2019, la possibilité d'épargner existe également pour les achats dans des boutiques « physiques » grâce aux bons d'achats. A cette date, le site revendique 150 000 utilisateurs.

## Description
Lorsqu'un parent (ou un autre membre de la famille) effectue un achat sur l'un des sites partenaires (environ 3000), un certain pourcentage de l'achat - qui varie en fonction des secteurs d'activité des commerçants - est reversé sur le compte épargne bénéficiaire de l'enfant. Le virement est automatiquement effectué à partir du seuil de 20 euros cumulé.
Le service est disponible en France, en Belgique, et en Suisse.[réf. nécessaire]